# Jan Kučera (farář)
Jan Kučera (4. března 1894 Proseč – 20. února 1973 Praha) byl kazatelem Českobratrské církve evangelické.

## Život
Narodil se 4. března 1894 v Proseči u Skutče. Maturoval 6. července 1912 na gymnáziu ve Vysokém Mýtě, potom nastoupil na evangelickou bohosloveckou fakultu ve Vídni a pokračoval ve studiu na univerzitě v Basileji a v New Yorku. Jeho studia i počáteční praxe byla v letech 1914–1918 ovlivněna 1. světovou válkou. V roce 1919 se stal v Kolíně farářem. V následujících letech studoval v Americe v Anglii. Od roku 1928 byl farářem v Borové u Poličky, se 21. srpna 1931 oženil s lékařkou Marií, rozenou Smetánkovou.
Mezi lety 1932 a 1936 vedl jako farář sbor v Kladně. Poté působil ve sboru na pražském Smíchově (od 14. listopadu 1936 do 4. prosince 1952). Za druhé světové války křtil Židy, aby je tak ochránil před nucenou deportací do koncentračních táborů. Na Smíchově patřila mezi jeho farnice Milada Horáková, po jejímž zatčení pomohl jejímu manželovi Bohuslavu Horákovi k útěku za hranice. Nebylo mu dovoleno, aby Horákovou navštívil ke zpovědi v pankrácké věznici, zastoupil ho farář Jiří Vojtěchovský, který s ní jako poslední před popravou mluvil.
Kučera se neomezoval jenom na svoje farníky. Stejný zdroj obsahuje svědectví o snaze pomoci (byť alespoň duchovní útěchou a rozhovorem) Prokopu Drtinovi, a Helena Klímová dosvědčuje, že pomáhal její matce ve chvíli, kdy se kvůli svému židovství dostala do bezútěšné situace.
Během kázání na Velký pátek v roce 1952 zmínil, že místem utrpení nevinných, k nimž se přiznává Kristus, je v tu dobu pankrácká věznice. Následně mu úřady odebraly státní souhlas k výkonu duchovenské činnosti a Kučera se dál musel živit jako dřevorubec na Českomoravské vysočině.